# Gran Premio motociclistico di Svezia 1988
Il Gran Premio motociclistico di Svezia è stato il tredicesimo appuntamento del motomondiale 1988. Si è svolto il 14 agosto sul circuito di Anderstorp e vi hanno gareggiato le classi 125, 250 e 500 oltre alla classe sidecar.
Le vittorie nelle tre gare in singolo disputate sono state di Eddie Lawson in 500, Sito Pons in 250 e Jorge Martínez in 125, mentre tra i sidecar si è imposto l'equipaggio Steve Webster/Tony Hewitt.
Al termine della gara è stato assegnato matematicamente un titolo iridato: Jorge Martínez aggiunge al titolo già acquisito nella classe 80 quello della classe 125, giungendo in questo modo al suo quarto titolo mondiale.

## Classe 500
Lo statunitense Eddie Lawson vincendo la gara davanti all'australiano Wayne Gardner si è ulteriormente avvicinato al titolo mondiale con 23 punti di vantaggio su Gardner a due gare dal termine della stagione. Al terzo posto della gara il francese Christian Sarron.

### Arrivati al traguardo
| Pos. | Pilota              | Moto      | Tempo    | Griglia | Punti |
| ---- | ------------------- | --------- | -------- | ------- | ----- |
| 1    | Eddie Lawson        | Yamaha    | 47.59.28 | 1       | 20    |
| 2    | Wayne Gardner       | Honda     | 48.12.32 | 13      | 17    |
| 3    | Christian Sarron    | Yamaha    | 48.18.62 | 2       | 15    |
| 4    | Niall Mackenzie     | Honda     | 48.22.73 | 4       | 13    |
| 5    | Wayne Rainey        | Yamaha    | 48.29.36 | 3       | 11    |
| 6    | Kevin Magee         | Yamaha    | 48.34.73 | 8       | 10    |
| 7    | Didier de Radiguès  | Yamaha    | 48.47.91 | 5       | 9     |
| 8    | Roger Burnett       | Honda     | 48.50.44 | 7       | 8     |
| 9    | Pierfrancesco Chili | Honda     | 48.52.61 | 9       | 7     |
| 10   | Randy Mamola        | Cagiva    | 48.58.80 | 6       | 6     |
| 11   | Ron Haslam          | Elf-Honda | 48.59.29 | 10      | 5     |
| 12   | Kevin Schwantz      | Suzuki    | 49.02.02 | 12      | 4     |
| 13   | Robert McElnea      | Suzuki    | 49.10.88 | 11      | 3     |
| 14   | Tadahiko Taira      | Yamaha    | 49.22.28 | 17      | 2     |
| 15   | Raymond Roche       | Cagiva    | 1 giro   | 19      | 1     |
| 16   | Fabio Barchitta     | Honda     | 1 giro   | 18      |       |
| 17   | Norihiko Fujiwara   | Yamaha    | 1 giro   | 21      |       |
| 18   | Peter Lindén        | Honda     | 1 giro   | 16      |       |
| 19   | Marco Gentile       | Fior      | 1 giro   | 15      |       |
| 20   | Bruno Kneubühler    | Honda     | 1 giro   | 22      |       |
| 21   | Peter Sköld         | Honda     | 1 ronde  | 23      |       |
| 22   | Wolfgang von Muralt | Suzuki    | 1 giro   | 26      |       |
| 23   | Simon Buckmaster    | Honda     | 2 giri   | 30      |       |
| 24   | Claus Wulff         | Honda     | 2 giri   | 31      |       |
| 25   | Åke Dahli           | Suzuki    | 2 giri   | 28      |       |
| 26   | Christoph Bürki     | Honda     | 2 giri   | 27      |       |
| 27   | Lars Johansson      | Suzuki    | 3 giri   | 34      |       |

### Ritirati
| Pilota               | Moto  | Motivo | Griglia |
| -------------------- | ----- | ------ | ------- |
| Daniel Amatriaín     | Honda |        | 25      |
| Alessandro Valesi    | Honda |        | 20      |
| Nicholas Schmassmann | Honda |        | 29      |
| Fabio Biliotti       | Honda |        | 32      |
| Maarten Duyzers      | Honda |        | 24      |

### Non partiti
| Pilota          | Moto   | Motivo | Griglia |
| --------------- | ------ | ------ | ------- |
| Patrick Igoa    | Yamaha |        | 14      |
| Thomas Aronsson | Honda  |        | 33      |

### Non qualificati
| Pilota         | Moto   |
| -------------- | ------ |
| Gunnar Bruhn   | Honda  |
| Ari Rämö       | Honda  |
| Andreas Leuthe | Suzuki |

## Classe 250
Diversamente dalle altre classi, la quarto di litro vede ancora una lotta incerta al vertice della classifica: con la vittoria nel gran premio lo spagnolo Sito Pons porta a 9 punti il suo vantaggio sul connazionale Juan Garriga giunto alle sue spalle dopo una lotta che ha lasciato strascichi polemici tra i due.

### Arrivati al traguardo
| Pos. | Pilota               | Moto      | Tempo    | Griglia | Punti |
| ---- | -------------------- | --------- | -------- | ------- | ----- |
| 1    | Sito Pons            | Honda     | 41.27.89 | 4       | 20    |
| 2    | Juan Garriga         | Yamaha    | 41.28.19 | 3       | 17    |
| 3    | Dominique Sarron     | Honda     | 41.28.56 | 9       | 15    |
| 4    | Reinhold Roth        | Honda     | 41.28.80 | 5       | 13    |
| 5    | Carlos Cardús        | Honda     | 41.45.73 | 6       | 11    |
| 6    | Ivan Palazzese       | Yamaha    | 41.56.39 | 14      | 10    |
| 7    | Jean-Philippe Ruggia | Yamaha    | 41.58.17 | 2       | 9     |
| 8    | August Auinger       | Aprilia   | 42.01.11 | 19      | 8     |
| 9    | Jean-François Baldé  | Defi      | 42.01.35 | 13      | 7     |
| 10   | Martin Wimmer        | Yamaha    | 42.05.57 | 15      | 6     |
| 11   | Helmut Bradl         | Honda     | 42.20.18 | 23      | 5     |
| 12   | Wilco Zeelenberg     | Yamaha    | 42.23.78 | 24      | 4     |
| 13   | Stefano Caracchi     | Honda     | 42.24.06 | 20      | 3     |
| 14   | Maurizio Vitali      | Gazzaniga | 42.24.43 | 26      | 2     |
| 15   | Jean-Michel Mattioli | Yamaha    | 42.24.87 | 18      | 1     |
| 16   | Urs Lüzi             | Honda     | 42.30.71 | 31      |       |
| 17   | Paolo Casoli         | Garelli   | 42.39.66 | 21      |       |
| 18   | Bruno Casanova       | Aprilia   | 42.41.88 | 17      |       |
| 19   | Alain Bronec         | Honda     | 43.06.39 | 33      |       |
| 20   | Bruno Bonhuil        | Honda     | 1 giro   | 35      |       |

### Ritirati
| Pilota              | Moto    | Motivo | Griglia |
| ------------------- | ------- | ------ | ------- |
| Donnie McLeod       | Rotax   |        | 16      |
| Carlos Lavado       | Yamaha  |        | 12      |
| Loris Reggiani      | Aprilia |        | 11      |
| Thierry Rapicault   | Fior    |        | 30      |
| Masahiro Shimizu    | Honda   |        | 10      |
| Jacques Cornu       | Honda   |        | 8       |
| Luca Cadalora       | Yamaha  |        | 1       |
| Jean-Francois Foray | Yamaha  |        | 32      |
| Andreas Preining    | Aprilia |        | 22      |
| Hans Lindner        | Honda   |        | 28      |
| Eilart Lundstedt    | Rotax   |        | 38      |
| Alberto Puig        | Honda   |        | 34      |
| Jochen Schmid       | Honda   |        | 29      |
| Urs Jücker          | Yamaha  |        | 27      |

### Non partiti
| Pilota             | Moto    | Motivo | Griglia |
| ------------------ | ------- | ------ | ------- |
| Gary Cowan         | Yamaha  |        | 25      |
| Javier Cardelús    | Aprilia |        | 36      |
| Christian Boudinot | Fior    |        | 37      |
| Harald Eckl        | Aprilia |        | 7       |

### Non qualificati
| Pilota           | Moto   |
| ---------------- | ------ |
| Bobby Issazadhe  | Yamaha |
| Sandy Berlin     | Yamaha |
| Seigo Kikuchi    | Honda  |
| Guy Bertin       | Yamaha |
| Johan Svaerdgren | Yamaha |
| Hervé Duffard    | Honda  |
| Hannu Kallio     | Honda  |

## Classe 125
Ennesima vittoria nella 125 per lo spagnolo Jorge Martínez (ottavo successo su dieci gare disputate); avendo ormai 20 punti di vantaggio sull'italiano Ezio Gianola, secondo sia nella gara che nella classifica generale, con una sola gara ancora da disputare, Martinez è certo del titolo mondiale.

### Arrivati al traguardo
| Pos. | Pilota                    | Moto      | Tempo    | Griglia | Punti |
| ---- | ------------------------- | --------- | -------- | ------- | ----- |
| 1    | Jorge Martínez            | Derbi     | 40.56.47 | 1       | 20    |
| 2    | Ezio Gianola              | Honda     | 40.56.76 | 2       | 17    |
| 3    | Julián Miralles Caballero | Honda     | 41.08.12 | 6       | 15    |
| 4    | Hans Spaan                | Honda     | 41.08.34 | 4       | 13    |
| 5    | Adi Stadler               | Honda     | 41.15.47 | 3       | 11    |
| 6    | Bady Hassaine             | Honda     | 41.20.79 | 11      | 10    |
| 7    | Johnny Wickström          | Honda     | 41.21.35 | 23      | 9     |
| 8    | Lucio Pietroniro          | Honda     | 41.21.91 | 13      | 8     |
| 9    | Flemming Kistrup          | Hummel    | 41.24.19 | 14      | 7     |
| 10   | Stefan Prein              | Honda     | 41.26.36 | 20      | 6     |
| 11   | Heinz Lüthi               | Honda     | 41.26.79 | 5       | 5     |
| 12   | Koji Takada               | Honda     | 41.30.11 | 31      | 4     |
| 13   | Hisashi Unemoto           | Honda     | 41.32.31 | 30      | 3     |
| 14   | Domenico Brigaglia        | Gazzaniga | 41.40.62 | 15      | 2     |
| 15   | Allan Scott               | Honda     | 41.44.81 | 18      | 1     |
| 16   | Gerhard Waibel            | Honda     | 41.45.49 | 22      |       |
| 17   | Stefan Dörflinger         | Honda     | 41.50.74 | 17      |       |
| 18   | Alfred Waibel             | Waibel    | 41.55.86 | 28      |       |
| 19   | Robin Milton              | Honda     | 41.56.06 | 36      |       |
| 20   | Jean-Claude Selini        | Honda     | 41.57.24 | 32      |       |
| 21   | Àlex Crivillé             | Derbi     | 41.57.57 | 35      |       |
| 22   | Hubert Abold              | Honda     | 41.58.05 | 7       |       |
| 23   | Manuel Hernández          | Honda     | 41.58.46 | 24      |       |
| 24   | Jussi Hautaniemi          | Honda     | 41.59.18 | 37      |       |
| 25   | Taru Rinne                | Honda     | 42.12.76 | 9       |       |
| 26   | Andrés Sánchez            | Rotax     | 1 giro   | 34      |       |
| 27   | Thierry Feuz              | Rotax     | 1 giro   | 29      |       |

### Ritirati
| Pilota              | Moto     | Motivo | Griglia |
| ------------------- | -------- | ------ | ------- |
| Luis Miguel Reyes   | Garelli  |        | 26      |
| Krysztof Galatowicz | Honda    |        | 16      |
| Fausto Gresini      | Garelli  |        | 8       |
| Juan Ramon Bolart   | JJ Cobas |        | 25      |
| Corrado Catalano    | Aprilia  |        | 10      |
| Ian McConnachie     | Cagiva   |        | 21      |
| Pier Paolo Bianchi  | Cagiva   |        | 19      |
| Gastone Grassetti   | Honda    |        | 12      |
| Mike Leitner        | LCR      |        | 27      |

### Non partito
| Pilota     | Moto  |
| ---------- | ----- |
| Esa Kytölä | Honda |

### Non qualificati
| Pilota            | Moto  |
| ----------------- | ----- |
| Robin Appleyard   | Honda |
| Håkan Olsson      | Honda |
| Javier Debón      | Rotax |
| Fernando Gonzales | Cobas |
| A. Andersson      | Rotax |
| Manuel Herreros   | Derbi |
| Stuart Edwards    | Rotax |

## Classe sidecar
L'equipaggio Steve Webster-Tony Hewitt batte per la seconda volta consecutiva Rolf Biland-Kurt Waltisperg e tiene aperta la lotta per il titolo mondiale, che si deciderà all'ultima gara a Brno. Il terzo posto va ad Egbert Streuer-Bernard Schnieders, che scattavano dalla 20ª posizione in griglia. Ottengono punti come passeggeri anche i piloti svedesi delle due ruote Peter Lindén e Håkan Olsson.
L'equipaggio Theo van Kempen-Simon Birchall è protagonista di un incidente durante la gara; il passeggero viene soccorso da un'autoambulanza ma non riporta gravi ferite.
A una gara dal termine della stagione il vantaggio di Biland su Webster è di 18 punti (154 a 136); seguono Michel a 82 punti e Streuer a 80. 

### Arrivati al traguardo (posizioni a punti)[5]
| Pos | Pilota             | Passeggero          | Moto          | Tempo    | Punti |
| --- | ------------------ | ------------------- | ------------- | -------- | ----- |
| 1   | Steve Webster      | Tony Hewitt         | LCR-Krauser   | 38'32"47 | 20    |
| 2   | Rolf Biland        | Kurt Waltisperg     | LCR-Krauser   | +1"04    | 17    |
| 3   | Egbert Streuer     | Bernard Schnieders  | LCR-Yamaha    | +3"83    | 15    |
| 4   | Alain Michel       | Jean-Marc Fresc     | LCR-Krauser   | +20"18   | 13    |
| 5   | Markus Egloff      | Urs Egloff          | LCR-ADM       | +47"85   | 11    |
| 6   | Masato Kumano      | Markus Fährni       | LCR-Yamaha    | +1'19"50 | 10    |
| 7   | Alfred Zurbrügg    | Martin Zurbrügg     | LCR-Yamaha    | +1'24"51 | 9     |
| 8   | Yoshisada Kumagaya | Peter Lindén        | Windle-Yamaha | +1'37"03 | 8     |
| 9   | Derek Jones        | Peter Brown         | LCR-Yamaha    |          | 7     |
| 10  | Bernd Scherer      | Thomas Schröder     | BSR-Krauser   |          | 6     |
| 11  | Steve Abbott       | Shaun Smith         | Windle-Yamaha |          | 5     |
| 12  | Pascal Larratte    | Jacques Corbier     | LCR-Yamaha    |          | 4     |
| 13  | Fritz Stölzle      | Hubert Stölzle      | LCR-Krauser   |          | 3     |
| 14  | Yvan Nigrowsky     | Martial Charpentier | Seymaz-JPX    |          | 2     |
| 15  | Doug Chivas        | Håkan Olsson        | LCR-Yamaha    |          | 1     |